# Madraça Emir Alim Cã
A Madraça Emir Alim Cã (em usbeque: Amir Olimxon Madrasasi) é um edifício histórico no centro histórico de Bucara, um sítio classificado como Património Mundial pela UNESCO no Usbequistão. Situa-se na extremidade sul do conjunto monumental Po-i Kalyan, junto ao Minarete Kalyan e a sul da Madraça Miriárabe. Foi construída entre o século XVIII e início do século XX. Tem o nome do último governante do Emirado de Bucara, Maomé Alim Cã, que reinou entre 1911 e 1920, quando o emirado era um protetorado russo, que a mandou reconstruir. O edifício é uma estrutura composta por uma madraça tradicional do século XVIII na parte traseira e um hamame em forma de I na parte dianteira.
O edifício encontra-se geralmente encerrado a visitantes, à exceção duma grande sala abobadada no canto noroeste, que foi convertida numa loja de recordações que se abre para a Praça Po-i Kalyan.

## Descrição
A fachada principal, situada a sudeste do Minarete Kalyan e virada para oeste, tem um pishtaq monumental que serve de entrada principal, que foi reconstruído durante o segundo quartel do século XX, durante a era estalinista. O antigo hamame ocupa a parte ocidental do conjunto e é composto por três salas alinhadas segundo o mesmo eixo. As salas são cobertas por cúpulas com janelas (pandzharas), que providenciam luz e ventilação para o interior sem colocar em causa a privacidade dos utentes dos banhos. São de tal forma altas que não é possível ver o interior dos telhados vizinhos nem do cimo do minarete vizinho.
A madraça também é virada para o interior. Tem um pátio longo e estreito, com várias dezenas de hujras (celas-dormitório de estudantes). A madraça está ligada ao hamame através de várias paredes de tijolo e tetos, que fecham aquilo que seria uma rua estreita se as paredes não existissem.
Embora possa parecer estranho o mesmo edifício combinar as funções de madraça com balneário público, no passado era comum haver hamames junto a madraças e mesquitas.